# Музей Леопольда
Музей Леопольда (нем. Leopold Museum) — художественный музей в составе Музейного квартала в Вене. Расположен в 7-м районе Вены Нойбау.

## История
Музей был создан на основе частной художественной коллекции, собранной Рудольфом и Элизабет Леопольд. Для создания музея правительство Австрии приобрело у них пять тысяч произведений искусства, и Леопольд был назначен пожизненным директором. Является самым посещаемым музеем в составе Музеумсквартир.
В 1994 году австрийский парламент принял закон, получивший название Lex Leopold, или в переводе с латыни — «Закон Леопольда». В 1999 году началось строительство нового многоэтажного музея в центре города Вены — напротив памятника императрице Марии Терезии и Национальной картинной галереи, завершившееся к 2001 году и стоившее более 400 млн шиллингов.
Музей Леопольда открылся вечером 21 сентября 2001 года в рамках создания венского Музейного квартала, занимающего по размерам восьмое место в мире. На его торжественном открытии присутствовал президент Австрийской Республики Томас Клестиль. Здание в форме параллелепипеда, площадью в 12 600 квадратных метров, облицованное белым ракушечником, размером 40 х 46 × 24 м, построено по проекту архитектурного бюро Ortner & Ortner. Вход в музейное здание оформлен парадной лестницей шириной в 10 метров. Полы выставочных залов выложены дубовым паркетом, а все видимые декоративные металлические детали выполнены из покрытой патиной латуни.

## Коллекция
В Музее Леопольда хранится самая крупная коллекция работ Эгона Шиле, позволяющая составить разностороннее представление о творчестве этого ведущего художника австрийского экспрессионизма. Помимо Шиле в Музее Леопольда можно ознакомиться с работами выдающегося художника-модерниста Австрии Густава Климта. В Музее Леопольда хранятся также произведения Оскара Кокошки, Альбина Эггера-Линца, Антона Колига, Альфреда Кубина, Коло Мозера, Герберта Бёкля, Антона Файштауэра, Фердинанда Георга Вальдмюллера, Антона Ромако, Йозефа Хоффмана, Роберта Хаммерштиля и Рихарда Герстля.

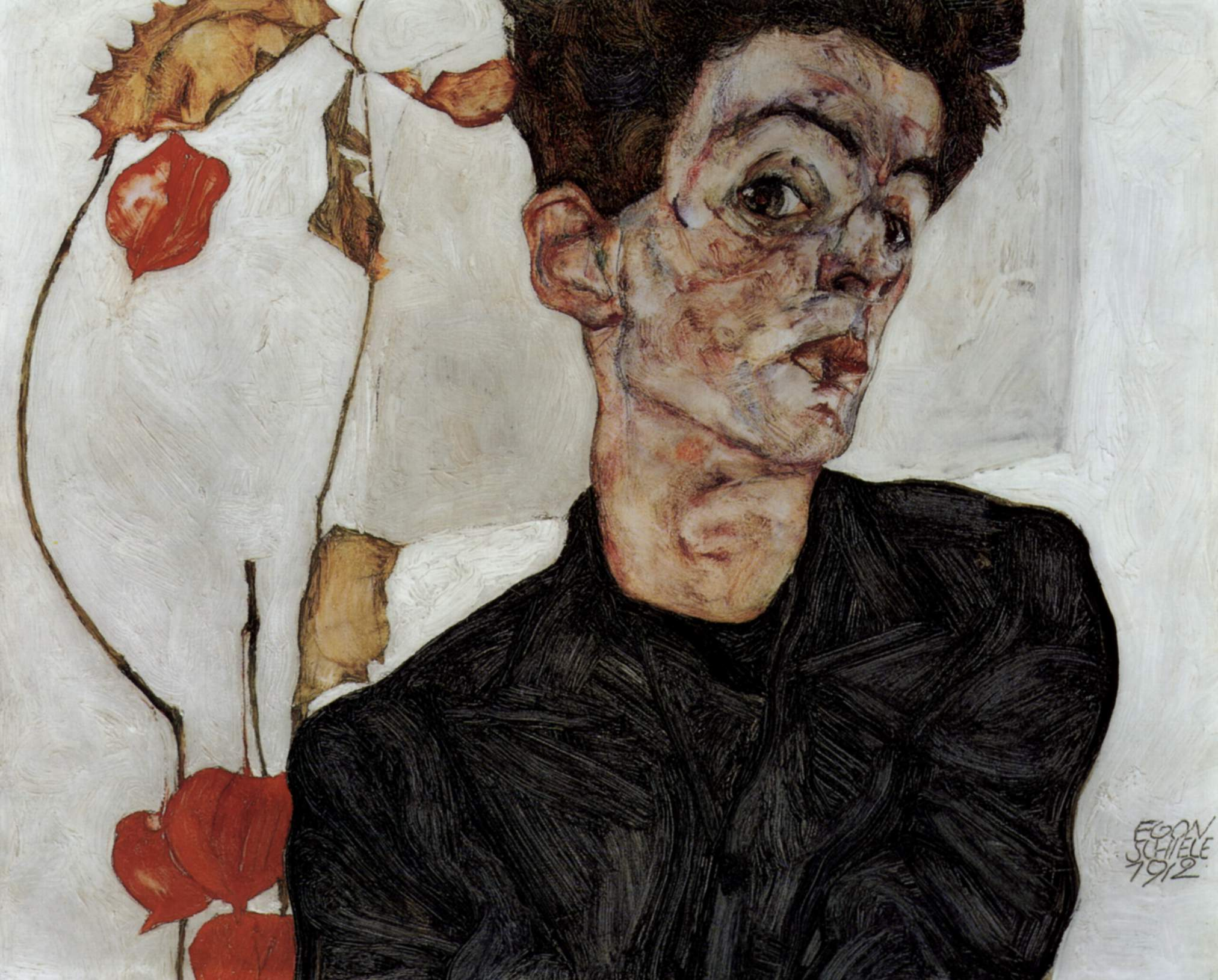
Эгон Шиле. Автопортрет с физалисом
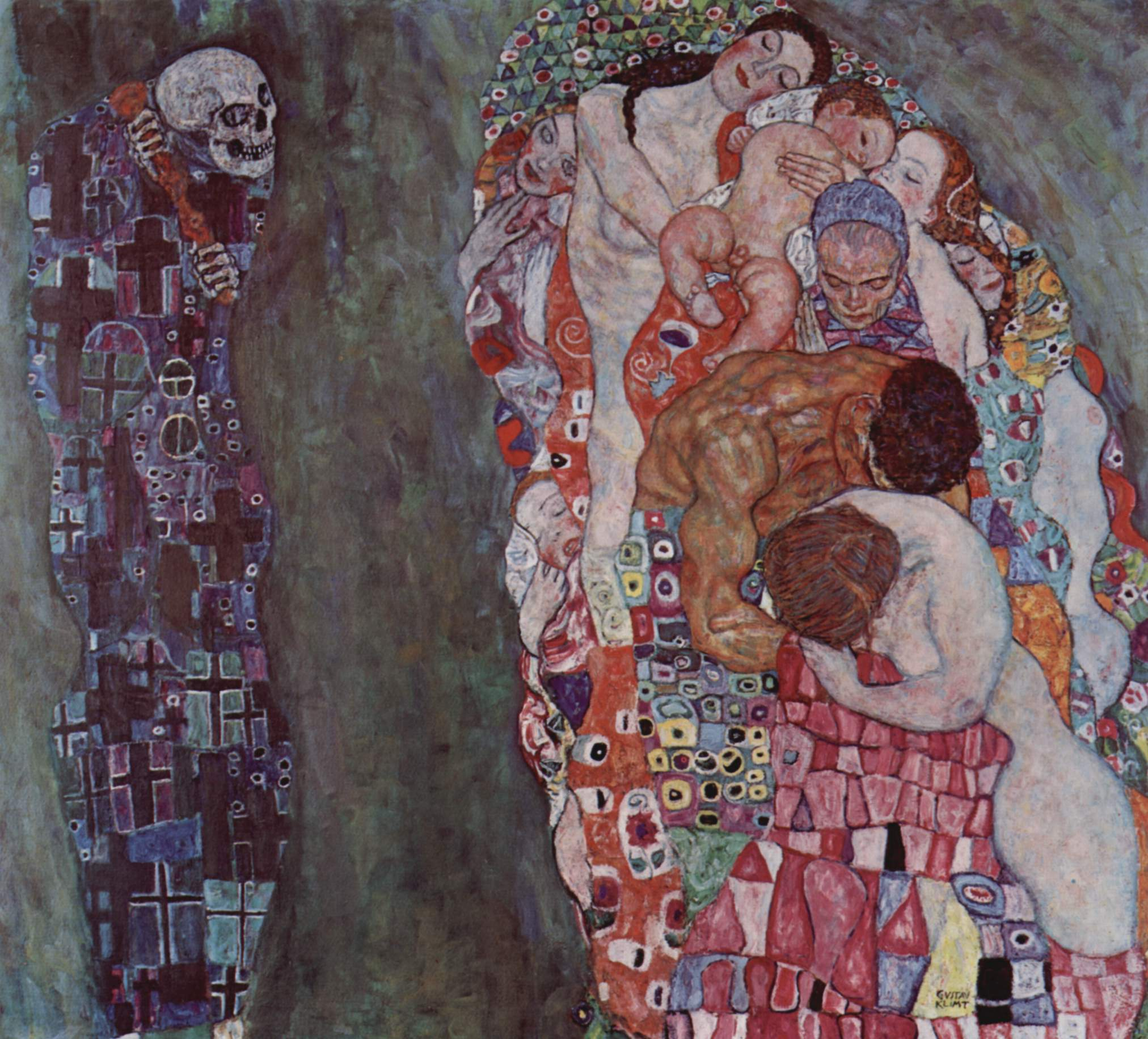
Густав Климт. Смерть и жизнь
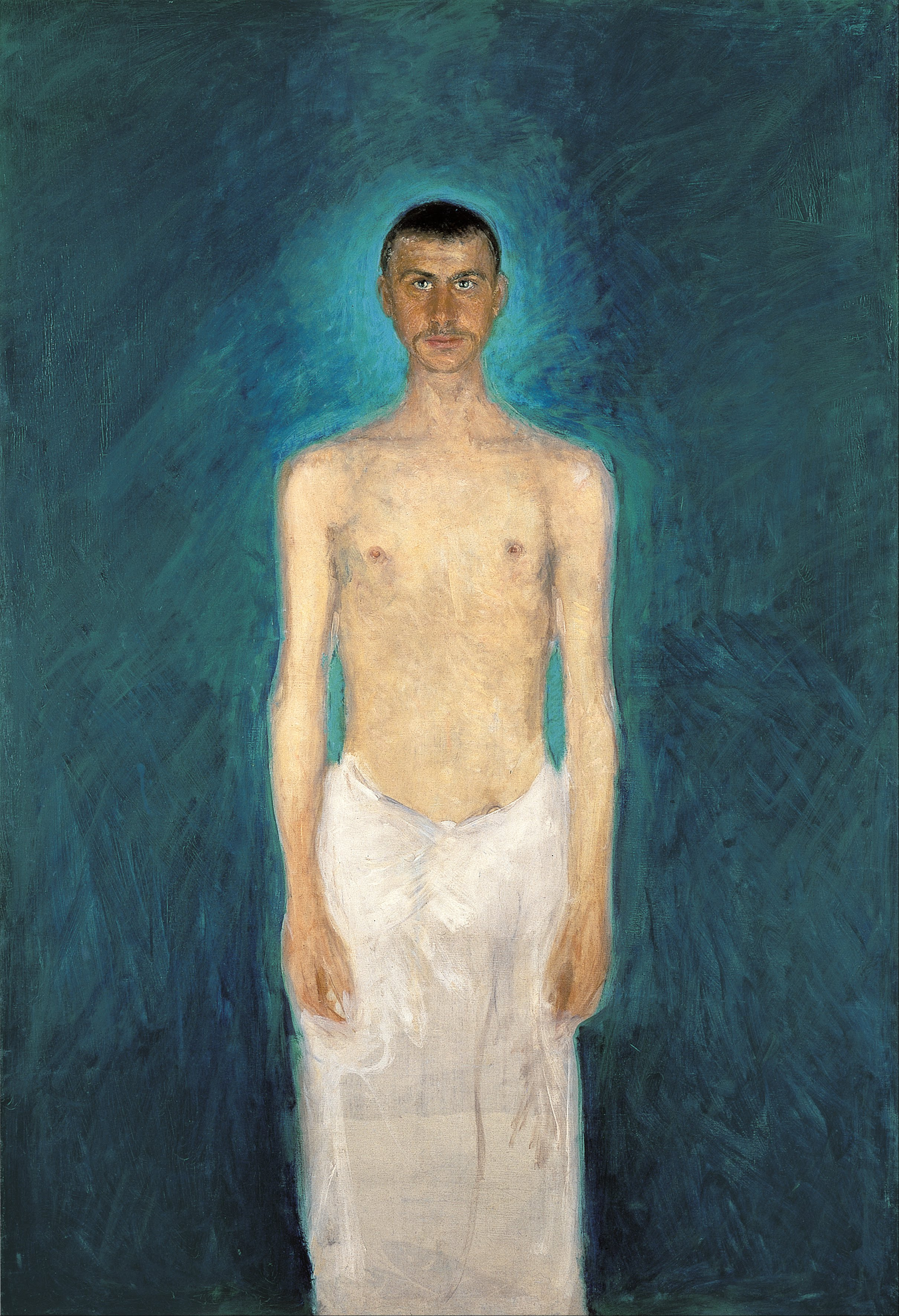
Рихард Герстль. Автопортрет